# Carebara phragmotica
Carebara phragmotica (лат.) — вид мелких муравьёв рода Carebara из подсемейства мирмицины (Crematogastrini, Myrmicinae, Formicidae). Эндемик Кении (Восточная Африка). Солдаты имеют фрагмотическую голову.

## Описание
Мелкие муравьи коричневатого цвета (ноги и усики желтоватые). Голова крупных рабочих (солдат) очень большая, субпрямоугольная, длиннее своей ширины (CI 90—93), имеет фрагмотическую форму. Длина тела составляет 1—3 мм. Фрагмотический крупный рабочий (солдат) имеет головной щит с двумя субпараллельными, заметно приподнятыми гребнями в центре, в профиль отчетливо приподнят над краем щита. Переднелатеральные доли цефалического щита короче и заканчиваются перед передней границей наличниковых долей. Грудь и передние стороны головы рабочих с обильными, узкими продольными бороздками, у заднего края головы несколько неправильных, слабо выраженных, поперечных борозд. Стебелёк между грудью и брюшком состоит из двух члеников: петиолюса и постпетиолюса (последний чётко отделён от брюшка).

## Систематика и этимология
Вид был описан в 2015 году по материалам из Кении. Вид включён в видовую группу C. phragmotica group, для которой характерны солдаты с фрагмотической головой с плоским верхним диском. Есть ещё несколько видов Carebara, у которых голова фрагмотической касты плоская, но не усечена, как у C. colobopsis. Афротропический вид Carebara phragmotica имеет диморфную подкасту солдат. Один из типов солдат имеет уплощённо-щитовидную форму головы, а другой — обычную. К другим афротропическим видам относятся Carebara lilith и Carebara elmenteitae (Patrizi, 1948). Азиатские виды Carebara butteli (Forel, 1913) и Carebara nayana (Sheela & Narendran, 1997) имеют фрагмотических солдат с вдавленной морфологией головного щита, а солдаты с типичной головой не известны. Азиатская Carebara lamellifrons (Forel, 1902) известна только по её фрагмотическому голотипу-королеве. Фрагмотическая голова C. colobopsis с усечённым передним краем больше похожа на таковую у Crematogaster cylindriceps W. M. Wheeler, 1927 (Малайзия), Pheidole lamia W. M. Wheeler, 1901 (Мексика, США) и Tetraponera phragmotica Ward, 2006 (Мадагаскар), чем на таковую у других фрагмотических видов Carebara.
Видовое название C. phragmotica происходит от морфологии фрагмотической головы.